# Черніць
Черніць (пол. Czernic) — село в Польщі, у гміні Клочев Рицького повіту Люблінського воєводства.
Населення — 793 особи (2011).
У 1975-1998 роках село належало до Седлецького воєводства.

## Демографія
Демографічна структура станом на 31 березня 2011 року:
|          | Загалом | Допрацездатний вік | Працездатний вік | Постпрацездатний вік |
| -------- | ------- | ------------------ | ---------------- | -------------------- |
| Чоловіки | 405     | 106                | 251              | 48                   |
| Жінки    | 388     | 88                 | 208              | 92                   |
| Разом    | 793     | 194                | 459              | 140                  |